# Correo polar
El correo polar se refiere a líneas de comunicación aérea, marítima u otras entre continentes, y los servicios postales activos en las zonas ártica y antártica. En un sentido restringido el correo polar se entiende como el nombre filatélico del correo de las expediciones, que se ubicaban en el continente Antártida y en el Ártico, incluyendo la investigación de las estaciones, como también los envíos, timbres de la correspondencia y estampillas adicionales. Los colecciones de correo polar llevan también motivos polares e inscripciones ad hoc.

## Véase también

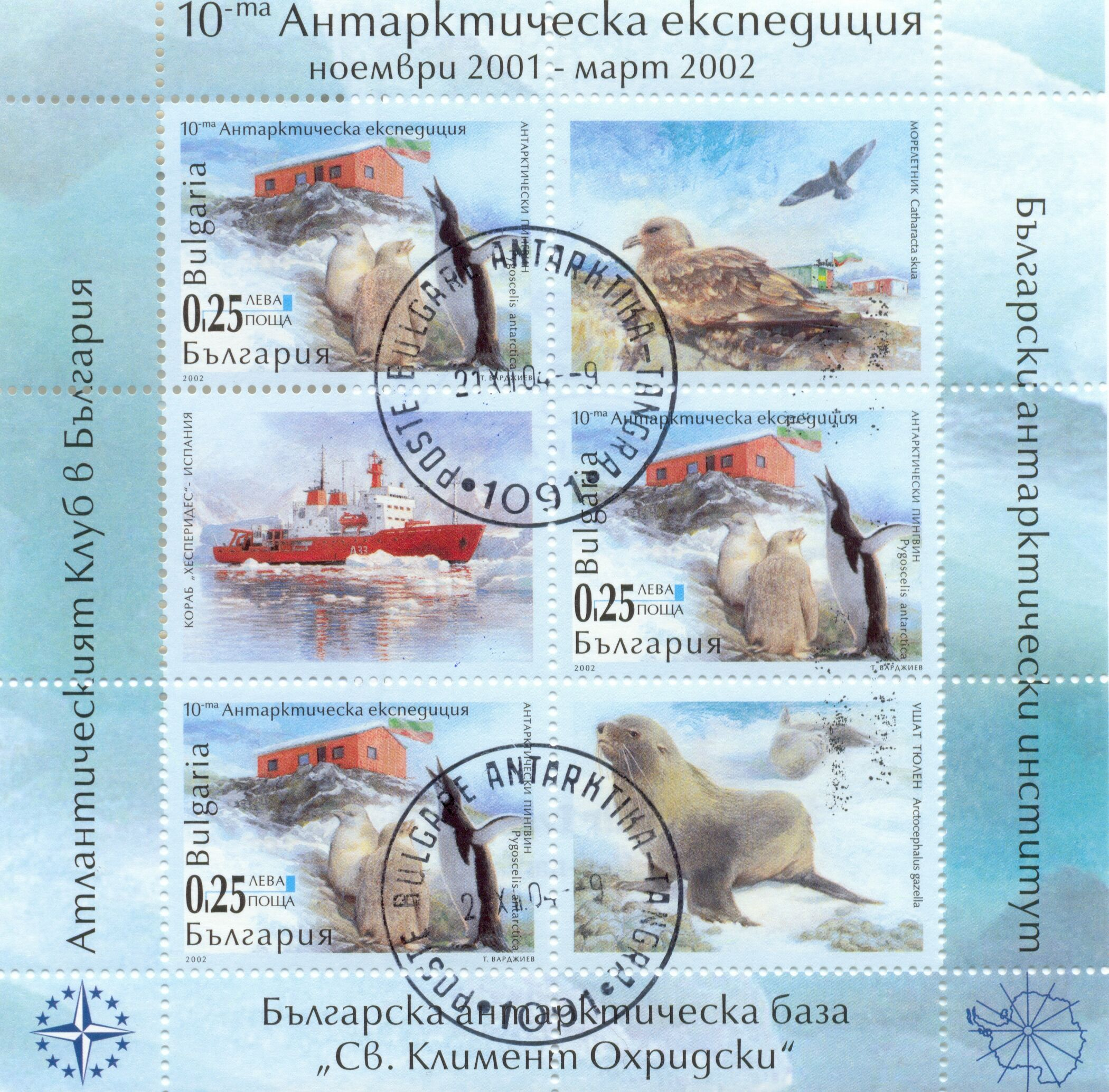
Hoja bloque de Bulgaria, 2002

## Galería

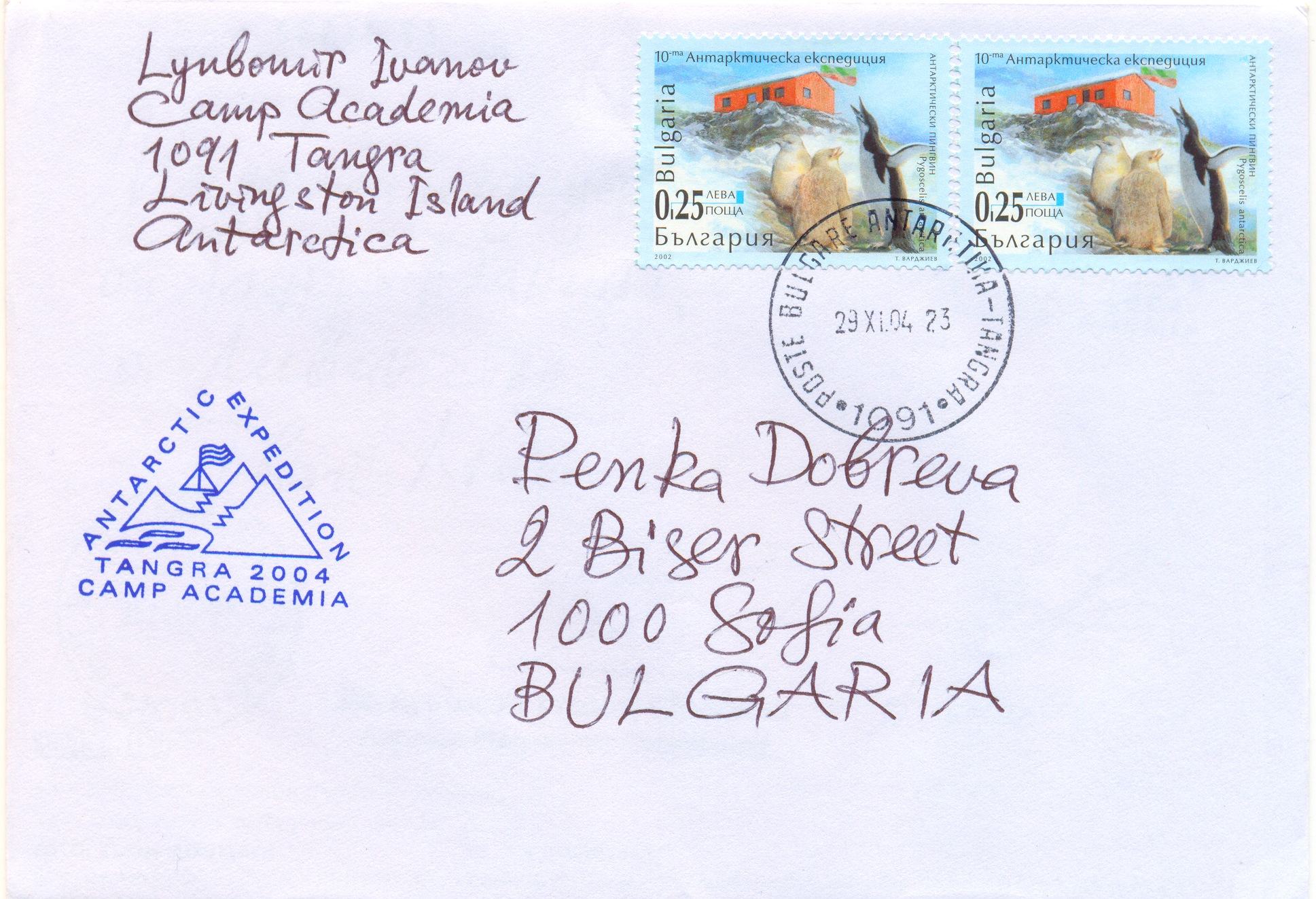
Sobre de Bulgaria con remitente de la expedición Tangra, Isla Livingston
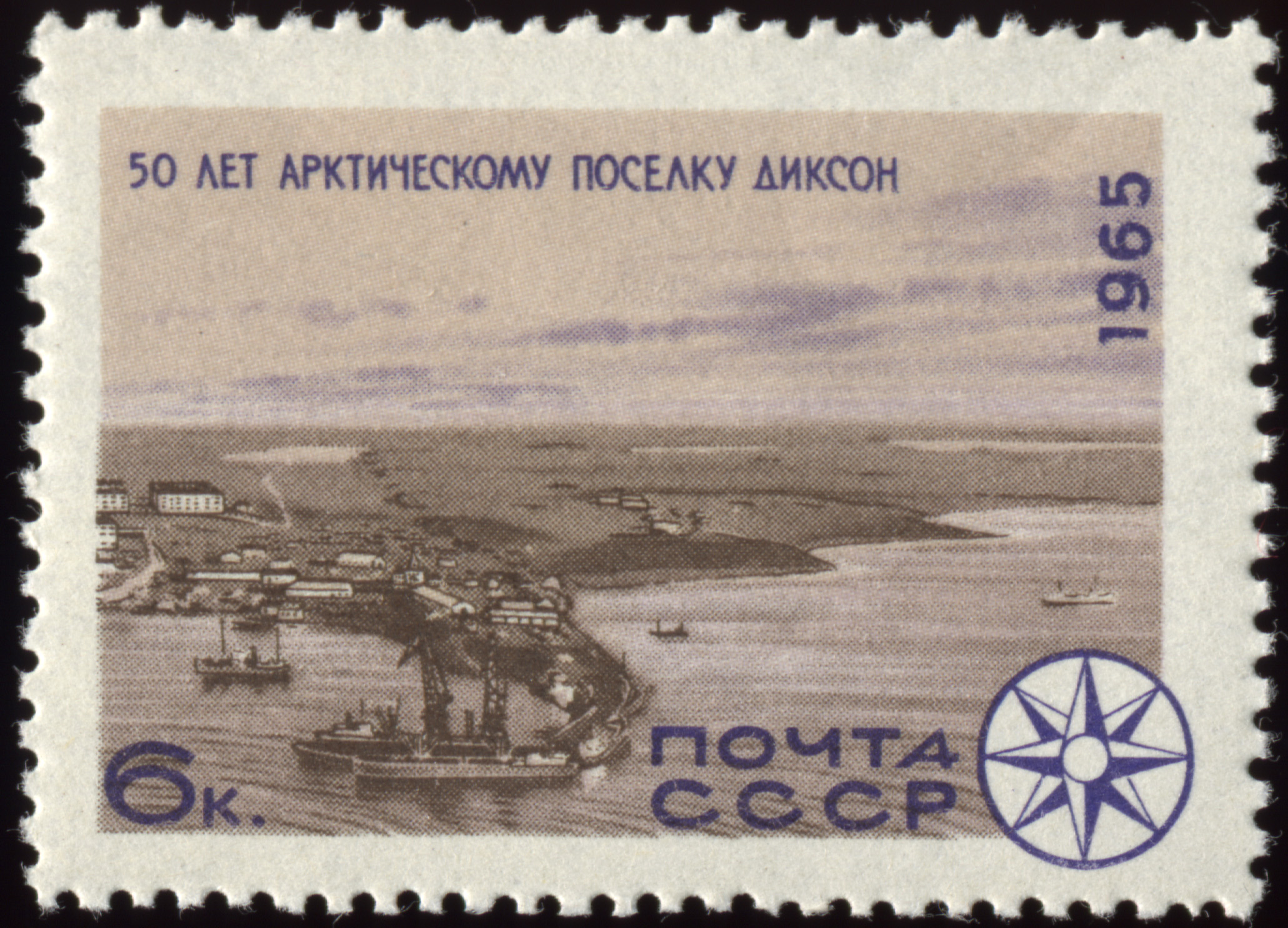
50 años de Dikson. URSS, 1965